# Pals (film 1914)
Pals è un cortometraggio muto del 1914. Il nome del regista non viene riportato nei credit del film.

## Trama
Una fioraia cattura un truffatore che aveva incastrato per furto un povero artista innocente.

## Produzione
Il film fu prodotto dalla Hepworth.

## Distribuzione
Distribuito dalla Hepworth, il film - un cortometraggio in una bobina - uscì nelle sale cinematografiche britanniche nel novembre 1914.